# 罗克费尔
罗克费尔（法語：Roquefère，法語發音：[ʁɔkfɛʁ] ⓘ）是法国奥德省的一个市镇，位于该省北部，属于卡尔卡松区。

## 地理
罗克费尔（43°22'25"N, 2°22'47"E）面积8.06 平方千米，位于法国奧克西塔尼大區奥德省，该省份为法国南部沿海省份，北起塔恩省，西北接上加龙省，西接阿列日省，南至东比利牛斯省，东临地中海，东北与埃罗省接壤。
与罗克费尔接壤的市镇（或旧市镇、城区）包括：莱西耶、埃斯帕尔拜朗克堡、马斯卡巴代斯、马扎梅。

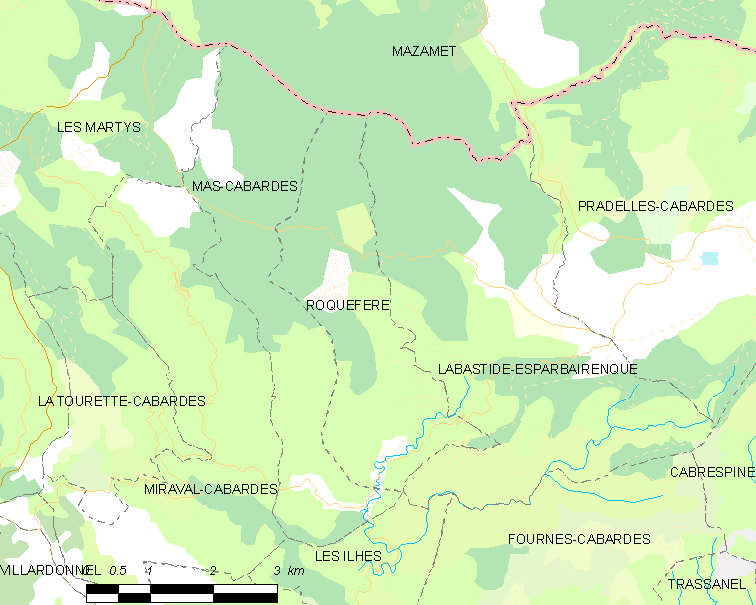
罗克费尔的OSM定位图

罗克费尔的时区为UTC+01:00、UTC+02:00（夏令时）。

## 行政
罗克费尔的邮政编码为11380，INSEE市镇编码为11319。

## 政治
罗克费尔所属的省级选区为奥尔比耶勒河谷县。

## 人口

1962-2008年间罗克费尔人口变化图示

罗克费尔于2022年1月1日时的人口数量为71人。